# Казань (Свечинский район)
Казань — деревня в Свечинском районе Кировской области.

## География
Расположено на реке Тепляше в 17 километрах восточнее Свечи.
В 2-х километрах южнее проходит железная дорога Вологодского региона Северной железной дороги.

## История
Деревня основана в 1667 году. Упоминается в списке населённых мест Вятской губернии 1859—1873 годов как Казинской. В книге Вятских родов В. А. Старостина на 1891 год известна как Касьяновский и Казань Вятской губернии Котельнического уезда Медведевской волости Красноярского общества. В списках населённых мест по церковным приходам на конец XIX — начало XX веков известна как починок Казанский. В списке населённых мест Вятской губернии по переписи населения 1926 года является деревней Казань, Казанский, Незнаевский.

## Население
| 2010 |
| ---- |
| 0    |